# 1929-es Grand Prix-szezon
Az 1929-es Grand Prix-szezon volt a Grand Prix-versenyzés huszonkettedik szezonja. A legsikeresebb versenyzők az olasz Gastone Brilli-Peri, a monacói Louis Chiron és a brit William Grover-Williams voltak. A két Grandes Épreuves-versenyt Williams és Ray Keech nyerte.
Az olasz nagydíj az előző évben történt, huszonegy halálos áldozatot követelő baleset miatt kimaradt a versenynaptárból.
A konstruktőrök közül az Alfa Romeo és a Bugatti domináltak.

## Versenyek

### Grandes Épreuves
| Verseny           | Helyszín     | Időpont    | Győztes versenyző | Győztes konstruktőr | Összefoglaló |
| ----------------- | ------------ | ---------- | ----------------- | ------------------- | ------------ |
| indianapolisi 500 | Indianapolis | Május 30.  | Ray Keech         | Simplex PR-Miller   | Összefoglaló |
| francia nagydíj   | Le Mans      | Június 30. | "W Williams"      | Bugatti             | Összefoglaló |

### Egyéb versenyek
| Verseny                   | Helyszín      | Időpont        | Győztes versenyző   | Győztes konstruktőr | Összefoglaló |
| ------------------------- | ------------- | -------------- | ------------------- | ------------------- | ------------ |
| tripoli nagydíj           | Tripoli       | Március 24.    | Gastone Brilli-Peri | Talbot              | Összefoglaló |
| Antibes-i nagydíj         | Garoupe       | Április 1.     | Mario Lepori        | Bugatti             | Összefoglaló |
| Riviéra-nagydíj           | Cannes        | Április 7.     | Edward Bret         | Bugatti             | Összefoglaló |
| algériai nagydíj          | Staouéli      | Április 7.     | Marcel Lehoux       | Bugatti             | Összefoglaló |
| monacói nagydíj           | Monte Carlo   | Április 14.    | "W Williams"        | Bugatti             | Összefoglaló |
| alessandriai nagydíj      | Bordino       | Április 21.    | Achille Varzi       | Alfa Romeo          | Összefoglaló |
| Coppa Florio              | Madonie       | Május 5.       | Albert Divo         | Bugatti             | Összefoglaló |
| Targa Florio              | Madonie       | Május 5.       | Albert Divo         | Bugatti             | Összefoglaló |
| burgund nagydíj           | Dijon         | Május 9.       | "Philippe"          | Bugatti             | Összefoglaló |
| Grand Prix des Frontières | Chimay        | Május 19.      | Goffredo Zehender   | Alfa Romeo          | Összefoglaló |
| római nagydíj             | Tre Fontane   | Május 26.      | Achille Varzi       | Alfa Romeo          | Összefoglaló |
| pozzói nagydíj            | Verona        | Június 2.      | Giovanni Alloatti   | Bugatti             | Összefoglaló |
| mugellói nagydíj          | Mugello       | Június 9.      | Gastone Brilli-Peri | Talbot              | Összefoglaló |
| Picardy nagydíj           | Péronne       | Június 9.      | Henry Auber         | Bugatti             | Összefoglaló |
| lyoni nagydíj             | Quincieux     | Június 16.     | "Simpson"           | Bugatti             | Összefoglaló |
| thuini nagydíj            | Thuin         | Június 23.     | Freddy Charlier     | Bugatti             | Összefoglaló |
| Marne nagydíj             | Reims         | Július 7.      | Philippe Etancelin  | Bugatti             | Összefoglaló |
| Dieppe-i nagydíj          | Dieppe        | Július 7.      | René Dreyfus        | Bugatti             | Összefoglaló |
| camaiorei nagydíj         | Camaiore      | Július 7.      | Renato Balestrero   | Bugatti             | Összefoglaló |
| Coppa Montenero           | Montenero     | Július 21.     | Achille Varzi       | Alfa Romeo          | Összefoglaló |
| San Sebastián-i nagydíj   | Lasarte       | Július 25.     | Louis Chiron        | Bugatti             | Összefoglaló |
| Comminges nagydíj         | Saint-Gaudens | Augusztus 18.  | Philippe Etancelin  | Bugatti             | Összefoglaló |
| La Baule-i nagydíj        | La Baule      | Augusztus 22.  | Philippe Etancelin  | Bugatti             | Összefoglaló |
| monzai nagydíj            | Monza         | Szeptember 15. | Achille Varzi       | Alfa Romeo          | Összefoglaló |
| cremonai nagydíj          | Cremona       | Szeptember 29. | Gastone Brilli-Peri | Alfa Romeo          | Összefoglaló |
| tuniszi nagydíj           | Le Bardo      | November 17.   | Gastone Brilli-Peri | Alfa Romeo          | Összefoglaló |